# Focus (película de 2015)
Focus (Focus: Maestros de la estafa, en Hispanoamérica) es una película estrenada en el año 2015, escrita y dirigida por Glenn Ficarra y John Requa. Es protagonizada por Will Smith, Margot Robbie, y Rodrigo Santoro, la película fue estrenada el 27 de febrero de 2015.

## Trama
El experto estafador Nicky Spurgeon (Will Smith) va a un restaurante de lujo, donde Jessy Barrett (Margot Robbie), una estafadora sin experiencia, lo seduce y luego pretende que han sido atrapados por su celoso esposo. Cuando falla el engaño, Nicky les aconseja que nunca pierdan el enfoque (en inglés focus) cuando se enfrentan a situaciones inesperadas. Jess lo encuentra en otro club nocturno unos días después y convence a Nicky de convertirse en su mentor. Nicky le cuenta acerca de cómo su padre, un estafador llamado Bucky Spurgeon, fue obligado a dispararle a su abuelo cuando una estafa falló, una maniobra que él llama “el Botón de Pánico de Toledo”.
Jess sigue a Nick a Nueva Orleans, donde también es presentada al equipo de este, incluido el obeso y malhablado Farhad (Adrián Martínez). Ella roba algunos bolsillos como parte de una prueba, y pronto Nicky y Jess desarrollan una relación romántica, molestando a Nicky, a quien su padre le había enseñado a nunca involucrarse emocionalmente con nadie en su negocio. En el 17.º Juego de Campeonato de la Franquicia de Fútbol Asociado de América en el Mercedes-Benz Superdome, Nicky entra en una ronda de apuestas cada vez más extravagante con el rico empresario Liyuan Tse (B.D. Wong), perdiendo finalmente todo el dinero que el equipo había ganado.
Para recuperarlo, Nicky le pide a Tse que elija cualquier jugador dentro o fuera del campo y dice que Jess adivinará el número elegido. Una angustiada Jess revisa el campo y se da cuenta de que Farhad lleva el número de camiseta 55 y se da cuenta de que es otra estafa. Finalmente ganan los millones de dólares de Tse. Nicky le explica a Jess cómo Tse, cuya fama de apostador patológico era proverbial, había sido programado para elegir 55 desde su llegada, con sutiles indicaciones subconscientes a lo largo del día. Después, Nicky, receloso de su creciente implicación emocional, deja a Jess al lado de la carretera con su parte, no sin antes indicar al conductor que la lleve al aeropuerto. Jess llora mientras su limusina se marcha, en tanto que Nicky sube a otro auto, que ya lo estaba esperando.
Tres años más tarde, Nicky está en Buenos Aires, trabajando para el multimillonario dueño del equipo automovilista Rafael Garriga (Rodrigo Santoro). Garriga necesita vencer al equipo encabezado por el empresario australiano McEwen (Robert Taylor) para ganar el campeonato. Nicky fingirá ser un técnico descontento del equipo de Garriga dispuesto a vender el algoritmo de combustible personalizado de Garriga, EXR. En cambio, le venderá a McEwen una versión falsa que ralentizará su auto durante la carrera. En una fiesta previa a la carrera, Nicky se encuentra con Jess, que ahora es la novia de Garriga. Después de fingir beber en exceso al verla, Nicky tiene una pelea convincente con Garriga en público y después de ser echado, es reclutado por McEwen para que le proporcione el componente.	
Nicky comienza a ver a Jess otra vez, y en algún momento reavivan su relación. El jefe del séquito de seguridad de Garriga, Owens (Gerald McRaney), lo sospecha y por poco atrapa a los dos juntos. Nicky entrega el componente a McEwen por tres millones de euros, pero también lo vende a los otros equipos por montos similares.
Nicky y Jess intentan regresar a los Estados Unidos juntos. Sin embargo, son capturados por los hombres de Garriga y llevados a su garaje. Jess está atada y amordazada mientras Nicky recibe una paliza. Al contar el dinero, saben que ha vendido la EXR auténtica a todos los equipos. Garriga está convencido de que Jess tuvo algo que ver y comienza a asfixiarla. Para salvarla, Nicky explica que la engañó haciéndole creer que todavía sentía algo por ella, y que un  collar que le había dado estaba equipado para registrar secretamente la contraseña y la información de inicio de sesión de Garriga. Sin embargo, Jess luego revela que ella solo estaba tratando de seducir a Garriga para robarle su valioso reloj y hacer que Nicky se pusiera celoso.
Nicky promete estar limpio para salvarle la vida a Jess, pero Owens le dispara en el pecho, causando que Garriga, espantado, se vaya. Owens luego se revela como Bucky, el padre de Nicky, y le asegura a Jess que evitó las arterias principales. Simplemente empleó el “Botón de pánico de Toledo”. Luego, Bucky cura las heridas de su hijo y saca el exceso de sangre del pecho con un émbolo metálico, lo que le permite respirar nuevamente. Huyen del garaje en el vehículo de Garriga.
Bucky conduce a Nicky y a Jess al hospital para tratar el pulmón perforado, pero se lleva el dinero, argumentando que es un recordatorio de las consecuencias de perder el enfoque. Después de que esto, Nicky nota que Jess había arrebatado el reloj de Garriga, y sonríen antes de entrar juntos al hospital.

## Reparto
- Will Smith como Nicky Spurgeon
- Margot Robbie como Jess Barrett
- Rodrigo Santoro como Rafael Garriga
- Gerald McRaney como Bucky Spurgeon
- Adrian Martinez como Farhad
- Robert Taylor como McEwen
- B. D. Wong como Liyuan Tse
- Brennan Brown como Horst
- Dominic Fumusa como Jared
- Juan Minujín como el barman del hotel
- Joaquín Berthold como un invitado

## Producción
Se pensó y planeó en involucrar a Ryan Gosling y Emma Stone quienes habían trabajado juntos en Crazy, Stupid, Love como los papeles protagónicos. Después que Gosling descartó el papel, el papel fue ofrecido a Brad Pitt pero lo rechazó y Ben Affleck, quien dejó el papel por conflictos con sus horarios. Kristen Stewart también fue seleccionada pero luego se negó.

## Filmación
El rodaje la grabó Javier Perez Grobet. Empezó el 12 de septiembre de 2013 en Nueva Orleans y pasaron a Buenos Aires el 17 de noviembre de 2013 durante tres semanas. La presencia de la policía portuaria hizo fácil el rodaje. El último día de grabación en Argentina fue el 10 de diciembre.
La filmación terminó en Nueva York el 17 de diciembre de 2013.

## Estreno
Warner Bros eligió la fecha de estreno el 27 de febrero de 2015.